# Desanka Maksimović
Desanka Maksimović (Rabrovica, 16 maggio 1898 – Belgrado, 11 febbraio 1993) è stata una poetessa serba.

## Biografia
Nacque a Rabrovica, vicino a Valjevo, primogenita di Mihailo, un insegnante, e Draginja. Subito dopo la sua nascita, il padre venne trasferito, e con lui la famiglia, a Brankovina, dove Desanka trascorse l'infanzia.
Successivamente conseguì il diploma di scuola superiore a Valjevo e la Laurea presso la facoltà di Filosofia dell'Università di Belgrado.
Nel 1933 sposò Sergij Slastikov, ma non ebbero figli.
Dal 1923 al 1953, Desanka fu professoressa di lingua serba presso diverse scuole. Inizialmente fu insegnante al ginnasio di Obrenovac, poi si trasferì al Terzo Ginnasio Femminile di Belgrado. Infine, venne trasferita alla scuola per insegnanti di Ragusa di Dalmazia, dove trascorse un anno. Dopo tale esperienza, lavorò al Primo Ginnasio Femminile di Belgrado. Una delle sue migliori studentesse fu Mira Alečković, che a sua volta divenne una poetessa e un'amica intima di Desanka Maksimović.
Quando la Maksimović venne a sapere dell'episodio dei soldati tedeschi che spararono sui bambini della scuola elementare a Kragujevac, scrisse “Krvava Bajka” (“Leggenda di sangue” o, più letteralmente, “Una favola sanguinaria”), una poesia che parla del terrore inflitto dall'esercito tedesco durante la Seconda guerra mondiale. La poesia non venne pubblicata fino alla fine della guerra. Dopo la guerra divenne una poesia che si trovava in tutti i testi di scuola, in tutte le antologie e che era stata recitata infinite volte, esibita in tutte le occasioni celebrative, in tutte le manifestazioni e feste scolastiche.
Viaggiò lungo la Iugoslavia e strinse amicizie con scrittori e poeti del calibro di Miloš Crnjanski, Ivo Andrić, Gustav Krklec, Isidora Sekulić e Branko Ćopić.

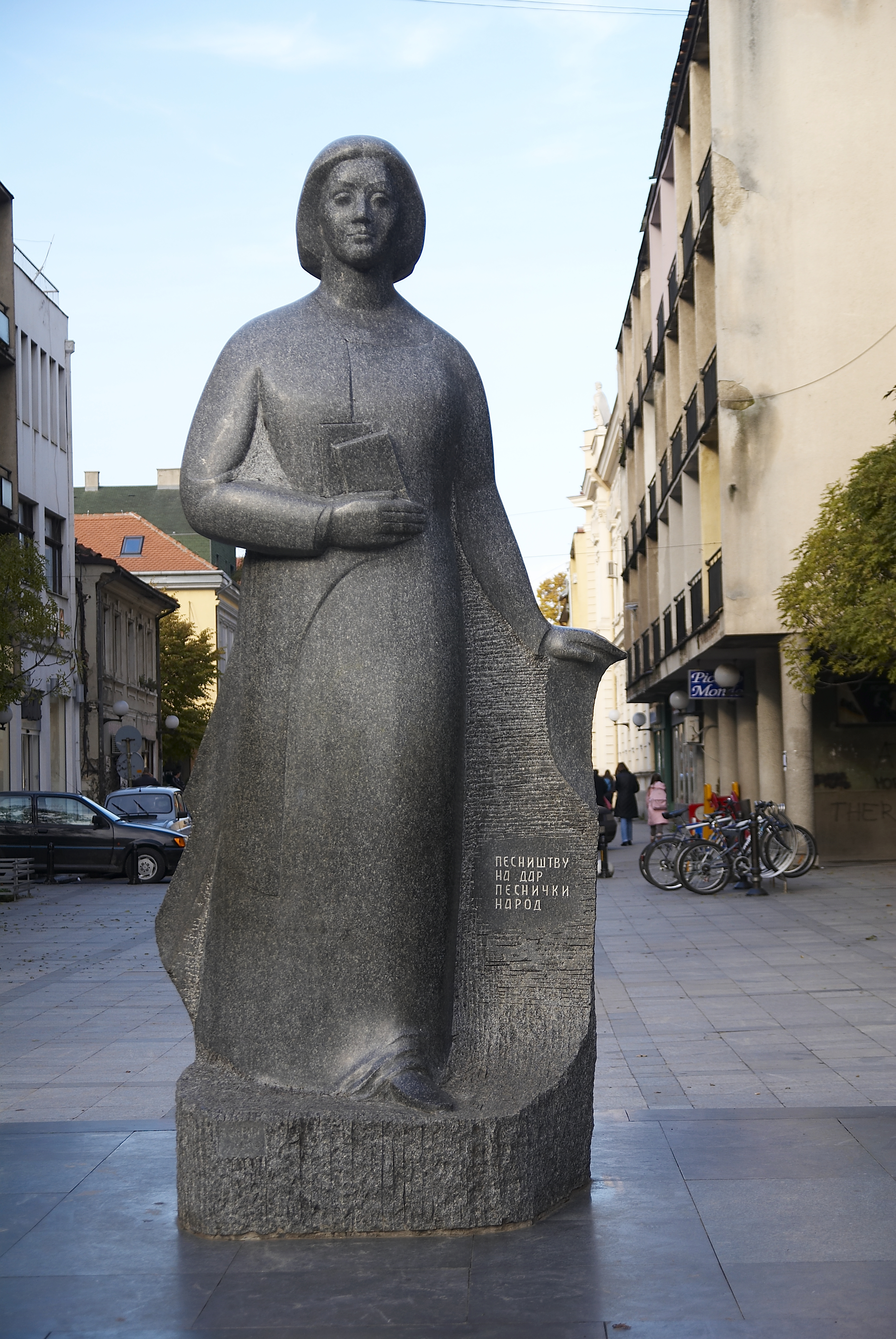
Monumento alla poetessa, Desanka Maksimović, Valjevo, Serbia

Desanka vinse un considerevole numero di premi letterari, fra cui Vuk Award, Njegoš Award (1984) e AVNOJ Award. Venne eletta cittadina onoraria di Valjevo.
Nel 1985 venne ricostruita la scuola elementare di Brankovina, dove iniziò la propria istruzione. Fu in questa scuola che il padre svolgeva il suo lavoro di insegnante. Le persone del luogo la chiamavano “La scuola di Desanka” e oggi questo è il suo nome ufficiale.
Quando era ancora viva, venne eretta in suo onore una statua a Valjevo, sebbene lei fosse contraria.
Per via del valore immortale della sua poesia, Desanka Maksimović venne eletta, il 17 dicembre 1959, membro associato dell'Accademia Serba delle Scienze e delle Arti, e il 16 dicembre 1965 ne divenne membro regolare.
Desanka Maksimović morì l'11 febbraio 1993 a Belgrado, all'età di 95 anni.
Fu seppellita a Brankovina, dove era cresciuta.
Dopo la sua morte venne fondata la Fondazione Desanka Maksimović, che oggi organizza il premio a lei intitolato.

## Stile
La sua poetica parla di amore e patriottismo; è piena di entusiasmo e gioventù, pur restando seria e razionale. Si dice che la lingua serba sia cantata al meglio nelle poesie di Desanka Maksimović.
Tra le sue opere migliori ricordiamo: “Anticipazione” ("Предосећање"), "Tremito" ("Стрепња"), "Poesia di Primavera" ("Пролећна песма"), "Attenzione" ("Опомена"), "Nella tempesta" ("На бури"), "Cerco grazia" ("Тражим помиловање"), "Il prato condiviso" ("Покошена ливада").

## Cinema
- 1969 - Krvava bajka, regia di Branimir Tori Janković